# Тень (фильм, 2016)
«Тень» — российский полнометражный драматический художественный фильм 2016 года Дмитрия Светозарова, снятый по повести Аркадия Красильщикова «Влюблённый в тень».
Премьера в кинотеатрах России состоялась 6 июля 2017 года.

## Сюжет
У молодого, красивого, преуспевающего бизнесмена Бориса Михайловича Гордина (Михаил Пореченков) есть всё, о чём можно только мечтать: верная и любящая женщина рядом, с которой он вместе уже пятнадцать лет, большой дом, успех и благополучие. Но вот чего у нет, так это простого человеческого тепла и счастья, по-настоящему живых и ярких эмоций, наполняющих его жизнь радостью и смыслом. Не помогают даже прыжки с парашютом.
Однажды, оказавшись в доме своей бывшей школьной учительницы географии Софьи Захаровны Успенской, он видит на стене старую фотографию её бабушки, актрисы немого кино Вероники Листовской (1893 года рождения), и моментально влюбляется в её образ. Гордин задаётся целью найти девушку, внешне очень похожую на эту актрису, чтобы впоследствии жениться на ней.
Борис Михайлович поручает поиск двойника актрисы Листовской своему другу, кинорежиссёру Сергею Леонардовичу, обещая ему в случае успеха один миллион долларов на съёмки фильма его мечты о русском воеводе Бабарыкине.
Сергей и его жена Ольга задействуют все свои связи, включая её родного дядю, генерала спецслужб дядю Сеню. В результате, они находят на сельской лесопилке учётчицу Веронику Петрову (Варвара Щербакова), как две капли воды похожую на Листовскую, и привозят её в дом Гордина…

## В ролях
- Михаил Пореченков — Борис Михайлович Гордин («Боб»), бизнесмен
- Юрий Стоянов — Сергей Леонардович Панов («Серый»), кинорежиссёр, друг Бориса Гордина
- Варвара Щербакова  — Вероника Петрова, учётчица на сельской лесопилке / Вероника Листовская (1893 года рождения), актриса немого кино
- Пётр Логачёв — Юрий Изюмов, бывший заключённый, писатель, сосед Вероники Петровой по сельскому офицерскому общежитию
- Юрий Гальцев — Жора, сотрудник телевидения
- Оксана Базилевич — Светлана, сожительница Бориса Гордина
- Татьяна Тузова — Ольга, жена Сергея Леонардовича Панова
- Валентина Нейморовец — Софья Захаровна Успенская, бывшая школьная учительница географии Бориса Горомова, внучка актрисы немого кино Вероники Листовской
- Егор Бакулин — Пётр, помощник и личный водитель Бориса Гордина
- Рудольф Фурманов — дядя Сеня, генерал спецслужб, дядя Ольги
- Даниил Кокин — Петухов, информатор Бориса Гордина

## Съёмочная группа
- Исполнительные продюсеры: Екатерина Борисова, Леонид Шуб
- Генеральные продюсеры: Андрей Сигле, Дмитрий Светозаров
- Автор сценария: Аркадий Красильщиков
- Режиссёр-постановщик: Дмитрий Светозаров
- Оператор-постановщик: Глеб Климов
- Композитор: Андрей Сигле

## Сборы и отзывы
По данным сайта «Бюллетень кинопрокатчика», по состоянию на 30 июля 2017 года фильм «Тень» собрал в России 322 155 рублей, заняв общее 26-е место.
Сайт «Афиша» в своём обзоре фильма отметил знакомый по сериалу «Агент национальной безопасности» дуэт режиссёра Светозарова и актёра Пореченкова, но главным действующим лицом драмы назвал «удивительной мощи актрису» Варвару Щербакову, сыгравшую в картине главную роль. 
В рецензии портала «Киноафиша» отмечены роли и игра актёров второго плана, а образ главного героя — Гордина — «оставляет ощущение недосказанности, недоигранности».